# Бретвил л'Оргејез
Бретвил л'Оргејез (фр. Bretteville-l'Orgueilleuse) насеље је и општина у северној Француској у региону Доња Нормандија, у департману Калвадос која припада префектури Кан.
По подацима из 2011. године у општини је живело 2440 становника, а густина насељености је износила 394,82 становника/km². Општина се простире на површини од 6,18 km². Налази се на средњој надморској висини од 65 метара (максималној 72 m, а минималној 47 m).

## Демографија
| 1962. | 1968. | 1975. | 1982. | 1990. | 1999. | 2011. |
| ----- | ----- | ----- | ----- | ----- | ----- | ----- |
| 761   | 797   | 1.009 | 1.287 | 2.177 | 2.389 | 2.440 |

График промене броја становника у току последњих година